# Atlas/Seaboard Comics
Atlas/Seaboard è il termine utilizzato da storici e collezionisti di fumetti per indicare una collana di fumetti degli anni Settanta pubblicata con il nome Atlas Comics dalla casa editrice statunitense Seaboard Periodicals, per distinguerla dalla Atlas Comics degli anni Cinquanta, predecessore della Marvel Comics. La Seaboard aveva sede sulla Fifth Avenue a Manhattan, New York.

## Storia

### Fondazione della compagnia
Martin Goodman, fondatore della Marvel Comics ed editore della Magazine Management, lasciò la Marvel nel 1972, dopo aver venduto la compagnia nel 1968. Egli creò la Seaboard Periodicals, che inizio l'attività il 24 giugno 1974 per competere in un campo allora dominato da Marvel e DC Comics. Goodman assunse Jeff Rovin, veterano della Warren Publishing, per curare la collana di fumetti a colori, e lo sceneggiatore e disegnatore Larry Lieber, fratello del caporedattore della Marvel, Stan Lee, come curatore delle riviste a fumetti in bianco e nero.
Nel 1987 Rovin dichiarò di essere stato coinvolto in questa impresa dopo aver risposto ad un annuncio comparso sul The New York Times.
Successivamente, dopo l'uscita di scena di Rovin, Lieber divenne curatore dei fumetti a colori. Steve Mitchell era direttore di produzione dei fumetti, e John Chilly direttore artistico delle riviste in bianco e nero. Goodman offrì un incarico a Roy Thomas, che aveva da poco dato le dimissioni da caporedattore alla Marvel Comics, ma Thomas rifiutò, ricordando nel 1981 che, "non pensavo che sarebbe durato a lungo. Il settore era troppo incerto per un nuovo editore.
Come raccontò Lieber in un'intervista del 1999:
I collezionisti di fumetti e altri cominciarono a utilizzare la denominazione Atlas/Seaboard per distinguerla dalla Atlas Comics degli anni settanta e dalla Atlas Comics degli anni cinquanta, predecessore della Marvel Comics.

## Pioniera dei diritti dei creatori
I compensi offerti dalla Atlas/Seaboard erano tra i maggiori del settore, inoltre la compagnia garantiva la restituzione delle opere agli artisti e diritti autoriali per la creazione di personaggi originali. Queste condizioni relativamente eccellenti attrassero nomi di prim'ordine del calibro di Neal Adams, Steve Ditko, Russ Heath, John Severin, Alex Toth e Wally Wood, nonché talenti emergenti come Howard Chaykin e Rich Buckler. Ma soprattutto, questi vantaggi contribuirono ad avviare finalmente un cambiamento in una industria che basava tutto il suo processo produttivo sul lavoro a contratto,[citation needed] nel quale artisti e scrittori non avevano royalties, diritti sui personaggi, diritti sulle creazioni artistiche o altri diritti già ampiamente acquisiti in altri campi creativi, come nell'editoria libraria e nell'industria musicale.
Ma molti dei titoli che vennero alla luce verso la fine del 1974 furono giudicati prodotti di derivazione e senza ispirazione dai critici dell'epoca. Furono allora messi in atto cambiamenti creativi radicali, per i quali addirittura un osservatore coniò la definizione “La svolta del terzo fascicolo”. Per esempio lo Scorpion, il personaggio di Chaykin, alla prima apparizione fu presentato come un avventuriero pulp stile anni trenta, ma nel terzo fascicolo fu trasformato da una diversa squadra di creativi in un supereroe contemporaneo con un legame solo minimo al lavoro di Chaykin. Nel quarto fascicolo di The Phoenix, il protagonista cerca di suicidarsi ma viene fermato dagli alieni che gli donano un nuovo costume e nuovi poteri grazie ai quali diventa The Protector.
In totale alla chiusura nel 1975 la compagnia aveva pubblicato 23 titoli e 5 riviste di fumetti. Nessun titolo durò più di quattro fascicoli. Tra i personaggi, Chaykin si ispirò al suo Scorpion per creare Dominic Fortune alla Marvel, e Rich Buckler si rifece al suo Demon Hunter per dar vita a Devil-Slayer, sempre alla Marvel.

## Chip Goodman
Alcuni resoconti dell'epoca suggeriscono che Goodman fosse adirato per il fatto che la Cadence, nuovo proprietario della Marvel, fosse venuta meno all'impegno di tenere suo figlio Charles "Chip" Goodman, come direttore editoriale della Marvel. Gary Friedrich, scrittore della Marvel e dell'Atlas, ha raccontato: «Non ho mai creduto che [Martin] l'abbia fatto per questa ragione. Penso piuttosto che l'abbia fatto per soldi e che ritenesse di poter avere successo con Larry al comando e pagando buoni compensi. Ora, probabilmente non gli sarebbe dispiaciuto strappare parte dei profitti alla Marvel, ma non penso fosse spinto dal desiderio di vendetta. Ritengo che Martin fosse troppo intelligente per quello.». John Romita Sr., direttore artistico alla Marvel, comunque, ci credeva, «Chip doveva prendere il suo posto. Ma quella parte dell'accordo evidentemente non fu messa per iscritto, perché non appena Martin se ne andò, si liberarono di Chip. Ecco il motivo per cui Martin fondò la Atlas Comics. Solo per vendetta».
Nonostante Chip Goodman fosse anche responsabile della Seaboard comics, aveva scarso peso nelle decisioni, secondo Rovin. Roy Thomas, storico e caporedattore alla Marvel, raccontò, «Uno dei problemi era proprio essere figlio di Martin Goodman. Non penso che Martin rispettasse molto Chip — gli diede l'incarico ma lo trattava con poco riguardo di fronte agli altri. Martin era anche crudele a volte».
Questo conflitto tra padre e figlio fu fatto oggetto di narrazione da parte di Ivan Prashker, un dipendente della Magazine Management, che scrisse un racconto con un personaggio che ritraeva Chip Goodman in maniera appena velata e poco lusinghiera. Quando questo racconto, intitolato The Boss's Son, fu pubblicato sul fascicolo di febbraio del 1970 di Playboy, Prashker temeva di essere llicenziato e invece, ricorda lo storico di fumetti Jon B. Cooke, egli «fu ricompensato con la nomina a redattore di una rivista in quanto Martin apparentemente fu assai più colpito dal fatto che uno scritto di un suo dipendente fosse stato pubblicato sulla più importante rivista maschile che dall'insulto al figlio».

## Altre pubblicazioni
La Seaboard Periodicals acquisì anche la rivista maschile Swank, che Chip Goodman continuò a pubblicare dopo la chiusura della produzione di fumetti fino al 1993, quando fu venduta a un'altra compagnia.

## Rilancio (Revival)
L'8 ottobre 2010, Jason Goodman, nipote di Martin Goodman, annunciò una collaborazione con la Ardden Entertainment per rilanciare la Atlas Comics con due Fascicoli Zero dedicati a Grim Ghost e Phoenix.. Il 2 marzo 2011, anche Wulf the Barbarian comparve tra i titoli della nuova Atlas.

## Collane

### Fumetti
Fonte se non diversamente specificato:  Seaboard (publisher) al Grand Comics Database
- Barbarians featuring Ironjaw (1 fascicolo)
- Blazing Battle Tales featuring Sgt. Hawk (1 fascicolo)
- The Brute (3 fascicoli)
- The Cougar (2 issues)
- Demon Hunter (1 fascicoli)
- The Destructor (4 fascicoli, realizzato da Steve Ditko e Wally Wood (disegni), che ha inchiostrato i primi due fascicoli)
- Fright featuring Son of Dracula (1 fascicolo)
- Grim Ghost (3 fascicoli)
- Hand of the Dragon (1 fascicolo)
- Ironjaw (4 fascicoli)
- Morlock 2001 (3 fascicoli; n. 3 reintitolato Morlock 2001 and the Midnight Men)
- Phoenix (4 fascicoli; l'ultimo fascicolo reintitolato Phoenix...The Protector)
- Planet of Vampires (3 fascicoli)
- Police Action featuring Lomax and Luke Malone (3 fascicoli)
- Savage Combat Tales featuring Sgt. Stryker's Death Squad (3 fascicoli)
- The Scorpion (3 fascicoli)
- Tales of Evil (3 fascicoli; The Bog Beast nel n. 2, Man-Monster and the Bog Beast nel n. 3)
- Targitt (3 fascicoli; n. 2 reintitolato in John Targitt...Man Stalker sulla copertina)
- Tiger-Man (3 fascicoli)
- Vicki (4 fascicoli, ristampa dal titolo dell'umorismo: Tippy Teen, Tower Comics)
- Weird Suspense featuring the Tarantula (3 fascicoli)
- Western Action featuring Kid Cody and Comanche Kid (1 fascicolo)
- Wulf the Barbarian (4 fascicoli)

### Riviste
- Devilina (2 fascicoli)
- Gothic Romances (1 fascicolo)[15]
- Movie Monsters (4 fascicoli)[15]
- Thrilling Adventure Stories (2 fascicoli; Tiger-Man nel n. 1)
- Weird Tales of the Macabre (2 fascicoli; The Bog Beast nel n. 2)